# Dark Complected Man

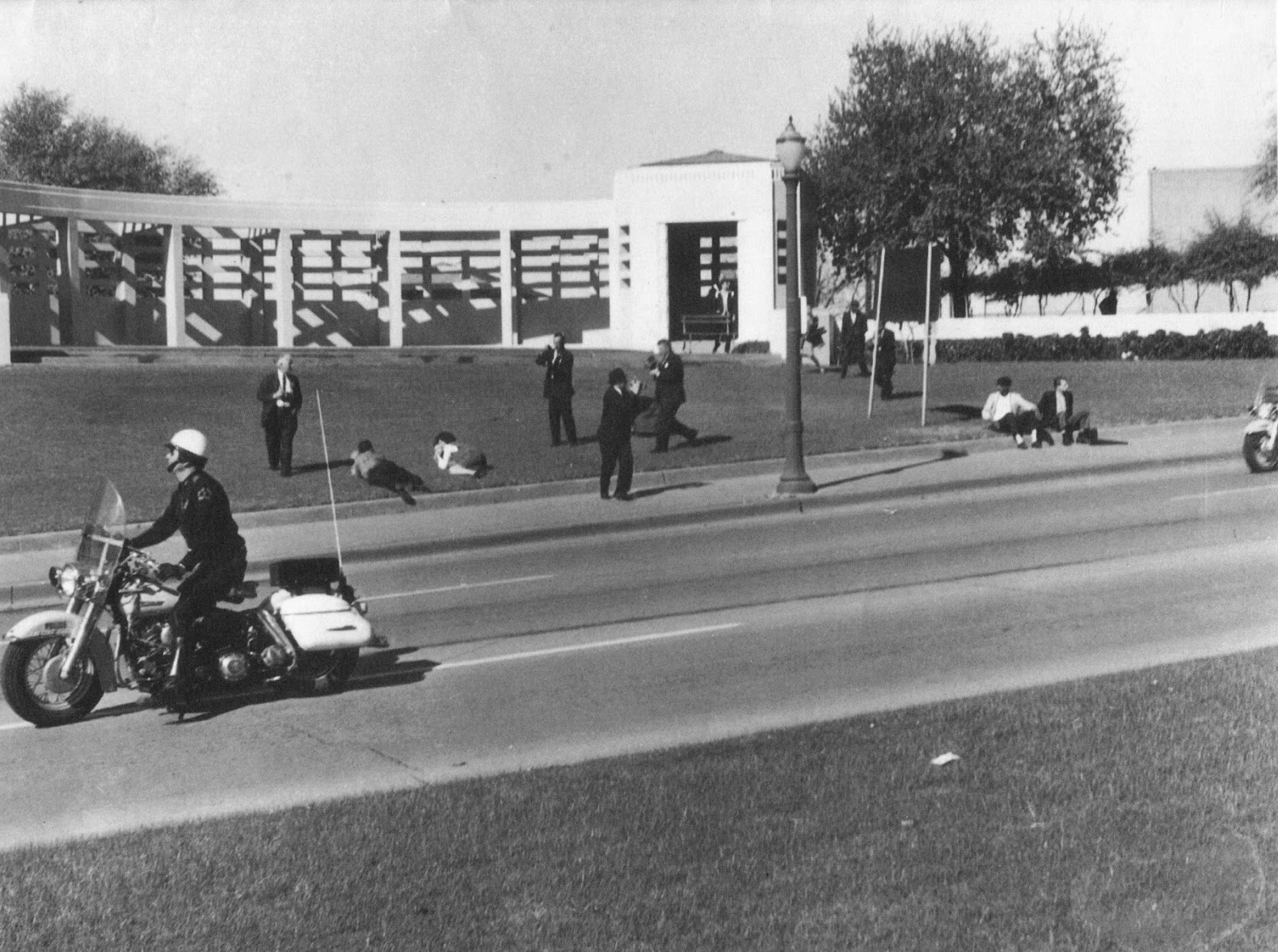
De Dark Complected Man, zittend op de rand van de stoep, helemaal rechts op de foto direct naast de Umbrella Man

De Dark Complected Man (Nederlands: donkergetinte man), ook bekend als the Cuban (de Cubaan), de Radio Man (de man met de radio) en Umbrella Man Friend (de vriend van de parapluman) is de naam die gegeven wordt aan een ongeïdentificeerde getuige van de moord op de Amerikaanse president John F. Kennedy. 

## Verschijning
De Dark Complected Man komt voor op verschillende beelddragers, waaronder de Zapruderfilm, en wordt, aangezien hij wild gebaarde naar de rijtoer van de president en omdat hij kort voor en na de aanslag gezien werd met iets dat leek op een walkietalkie (vandaar de naam Radio Man), in verband gebracht met verschillende samenzweringstheorieën (met name de theorieën die linken aan Cuba).
De Dark Complected Man staat ook op een foto die vlak na de moordaanslag gemaakt is. Op die foto zit hij op de rand van het trottoir bij de grassy knoll naast de zogenaamde Umbrella Man, een al even mysterieuze getuige van de gebeurtenissen. Anders dan de Umbrella Man, die in 1978 tijdens het onderzoek door de HSCA naar voren trad als Louie Steven Witt, heeft de Dark Complected Man zich nimmer als getuige gemeld.
Hoewel het op de foto lijkt alsof de Umbrella Man en de Dark Complected Man goede bekenden van elkaar zijn, heeft Witt dit tijdens het verhoor door de HSCA ten stelligste ontkend. Hij noemde de Dark Complected Man daarin een negro man die hij naar eigen zeggen nauwelijks had aangekeken. In Witts herinnering droeg de Dark Complected Man geen objecten (zoals een walkietalkie) bij zich en zei hij enkel iets in de trant van they done shot them folks. Even nadat zij beiden zittend op de stoep werden gefotografeerd gingen de Umbrella Man en de Dark Complected Man ieder een andere kant op.
Op een andere foto waarop de Dark Complected Man te zien is, lijkt het of hij nog iets in zijn achterzak stopt, waarbij sommigen denken aan zendapparatuur.